# Dacea, Onufriivka
Dacea (în ucraineană Дача) este un sat în comuna Uspenka din raionul Onufriivka, regiunea Kirovohrad, Ucraina.

## Demografie
Componența lingvistică a localității Dacea
     Ucraineană (93,75%)
     Rusă (6,25%)
Conform recensământului din 2001, majoritatea populației localității Dacea era vorbitoare de ucraineană (93,75%), existând în minoritate și vorbitori de rusă (6,25%).